# 世界コンピュータ将棋選手権
世界コンピュータ将棋選手権（せかいコンピュータしょうぎせんしゅけん、英: World Computer Shogi Championship、略称WCSC）は、コンピュータ将棋プログラムの世界選手権。主催はコンピュータ将棋協会（Computer Shogi Association, CSA）。
第10回までの名称は「コンピュータ将棋選手権」だったが、海外からの参加者も出場する様になったため、第11回から現在の名称に変更された。

## 概要
コンピュータ将棋協会が将棋ソフトの実力向上を図ることを目的に年1回、ゴールデンウィークに首都圏で開催される。
大会は1次予選、2次予選、決勝を3日間で行う。ただしエントリー数が28チーム以下の場合は一次予選を施行せず、全チームを二次予選からの参加として2日間で開催する。
- 1日目（一次予選）：スイス式トーナメント8回戦。二次予選シード権を持たない全チームによって争われる。原則として上位10チームが二次予選に進出。
- 2日目（二次予選）：スイス式トーナメント9回戦。原則として二次予選シード権を持つ18チームと一次予選通過10チームの28チームによって争われる。上位8チームが決勝に進出。
- 3日目（決勝）：8チームによる1回戦総当りラウンドロビントーナメント。

※エントリー数が60チーム以上の場合、最終的な参加チーム数にかかわらず、二次予選シードチーム数と一次予選通過チーム数を55チームを越える5チーム毎に1増やす。

　　例）エントリー数60チーム・実参加チーム数55のとき、二次予選シード数19、一次予選参加36チーム / 通過枠11、二次予選参加30チーム / 通過枠8

## 主なルール
※以下は原則として2023年11月現在のルールに基づく。
本選手権では、プログラムを動作させるコンピュータとして任意の台数・種類を使用することができ、ハードウェアの調達能力も含めてのコンペティションとなっている（第6条）。機材の会場持ち込みについては消費電力や騒音等の問題から制限があるが（第11条）、大規模クラスタなどを使用したリモートでの参加は、通信トラブルなどを自己責任とする条件のもとで制限はない（第12条）。この点は、同一スペックのハードウェアを使用してソフトウェアのみの優劣を競う他の大会（コンピュータ将棋王座決定戦、電王トーナメント、電竜戦ハードウェア統一戦等）と大きく異なり、本大会の特徴となっている。
対局ルールについては基本的に通常の将棋と同じ。ただし入玉については、プロで採用されている24点法ではなく、アマチュアで一般的な宣言法ルールを採用するため、持将棋（引き分け）とはならない（第25条）。一方、千日手の場合は指し直しではなく引き分けとし（第27条2項）、手数が320手に達しても決着がつかない場合、321手目で先手が後手を1手詰めにできる状況であっても引き分けになる（第27条3項）。持ち時間は、「15分+1手ごとに5秒追加」（1秒未満の消費時間は切り捨て）のフィッシャーモード・ルールが採用されている（第24条）。これにより1対局は最長でも「56分40秒+1秒未満切り捨ての累積時間（最長5分19秒台）」すなわち62分未満で終了となる。
参加するプログラムには、前年度大会までの成績に基づくシード順が決められる（第17条）。プログラム名を変更したり主要な開発者が交代した場合でも主催者によって実質的な後継プログラムと認められた場合にはシード権も引き継がれるが、他方で前年までのプログラムを完全に放棄し新規のプログラムを開発した場合は、同一の開発者であっても新人として取り扱われる。2020年以降は、原則としてシード順の上位18チームが2次予選シード、それ以外のチームは1次予選からの参加となる（第18条2項）。2次予選シード権を持つチームが大会にエントリーしない、または3月31日までに出場をキャンセルした場合は、シード順は繰り下がって与えられる。4月1日以降の出場キャンセルについてはシード順の繰り下がりはなく、該当するチームの数だけ一次予選の通過枠が拡大する。
参加するプログラムは「開発者が、指し手の生成に直接影響を与える部分（定跡データ、学習ルーチン及び教師データを含む）に、技術的に何らかの明示的な工夫を施したプログラムである」ことが求められる（第6条第5項）が、必ずしも全てを自作する必要はなく、選手権での利用が他者により明示的又は黙示的に許可されている場合に限り、未公開のものを含む当該他者の開発したプログラムを利用することができる（第7条第1項）。また機械学習に使用する教師データは「他者の作成したもの」および「他者の作成したプログラムを用いて自ら生成したもの」を自由に使用できる（第7条第2項）。
同一の開発者が複数のチームに重複して参加することも可能だが、他の参加プログラムの指し手の生成に直接影響を与える部分の作成において主要な貢献をした開発者と重複しないことが求められる（第6条第4項）。「主要な貢献」がいかなるものかの判断については、参加プログラムの代表者に一任される（第1条第11号）。

## 歴代大会結果
|                       | 1位                         | 2位                | 3位                |
| --------------------- | --------------------------- | ------------------ | ------------------ |
| 第1回（1990年）       | 永世名人                    | 柿木将棋           | 森田将棋           |
| 第2回（1991年）       | 森田将棋                    | 極                 | 永世名人           |
| 第3回（1992年）       | 極                          | 柿木将棋           | 森田将棋           |
| 第4回（1993年）       | 極                          | 柿木将棋           | 森田将棋           |
| 第5回（1994年）       | 極                          | 森田将棋           | YSS                |
| 第6回（1996年）       | 金沢将棋                    | 柿木将棋           | 森田将棋           |
| 第7回（1997年）       | YSS                         | 金沢将棋           | 柿木将棋           |
| 第8回（1998年）       | IS将棋                      | 金沢将棋           | Shotest            |
| 第9回（1999年）       | 金沢将棋                    | YSS                | Shotest            |
| 第10回（2000年）      | IS将棋                      | YSS                | 川端将棋           |
| 第11回（2001年）      | IS将棋                      | 金沢将棋           | KCC将棋            |
| 第12回（2002年）      | 激指                        | IS将棋             | KCC将棋            |
| 第13回（2003年）      | IS将棋                      | YSS                | 激指               |
| 第14回（2004年）      | YSS                         | 激指               | IS将棋             |
| 第15回（2005年）      | 激指                        | KCC将棋            | IS将棋             |
| 第16回（2006年）      | Bonanza                     | YSS                | KCC将棋            |
| 第17回（2007年）      | YSS                         | 棚瀬将棋           | 激指               |
| 第18回（2008年）      | 激指                        | 棚瀬将棋           | Bonanza            |
| 第19回（2009年）      | GPS将棋                     | 大槻将棋           | 文殊               |
| 第20回（2010年）      | 激指                        | 習甦               | GPS将棋            |
| 第21回（2011年）      | ボンクラーズ                | Bonanza            | 習甦               |
| 第22回（2012年）      | GPS将棋                     | Puella α           | ツツカナ           |
| 第23回（2013年）      | Bonanza                     | Ponanza            | GPS将棋            |
| 第24回（2014年）      | Apery                       | Ponanza            | YSS                |
| 第25回（2015年）      | Ponanza                     | NineDayFever       | AWAKE              |
| 第26回（2016年）      | Ponanza                     | 技巧               | 大将軍             |
| 第27回（2017年）      | elmo                        | Ponanza Chainer    | 技巧               |
| 第28回（2018年）      | Hefeweizen                  | PAL                | Apery              |
| 第29回（2019年）      | やねうら王                  | Kristallweizen     | 狸王               |
| 第30回（2020年） 中止 | （水匠）                    | （Hefeweizen）     | （elmo）           |
| 第31回（2021年）      | elmo                        | PAL                | Ryfamate           |
| 第32回（2022年）      | dlshogi with HEROZ          | 二番絞り           | やねうら王         |
| 第33回（2023年）      | dlshogi with HEROZ          | やねうら王         | W@nderER           |
| 第34回（2024年）      | お前、CSA会員にならねーか？ | dlshogi with HEROZ | 東横将棋           |
| 第35回（2025年）      | 水匠                        | INUGAMI            | dlshogi with HEROZ |